# José Celso Barbosa
Dr. José Celso Barbosa, né le 27 juillet 1857 à Bayamón, et mort le 21 septembre 1921 à San Juan, est un médecin, sociologue et chef politique portoricain.